# Campo Alegre de Goiás
Campo Alegre de Goiás este un oraș în Goiás (GO), Brazilia.